# Caperella
Caperella is een geslacht van weekdieren uit de klasse van de Gastropoda (slakken).

## Soorten
- Caperella orbita (Hedley, 1900)
- Caperella umbilicata Laseron, 1958